# Чемпионат мира по спортивной гимнастике 1979
20-й чемпионат мира по спортивной гимнастике проходил с 3 по 9 декабря 1979 года в Форт-Уэрте (Техас, США).

## Общий медальный зачёт
| Место | Страна       | Золото | Серебро | Бронза | Всего |
| ----- | ------------ | ------ | ------- | ------ | ----- |
| 1     | СССР         | 5      | 7       | 5      | 17    |
| 2     | США          | 3      | 3       | 2      | 8     |
| 3     | СР Румыния   | 3      | 1       | 3      | 7     |
| 4     | ГДР          | 2      | 1       | 4      | 7     |
| 5     | Венгрия      | 1      | 0       | 0      | 1     |
| 5     | Китай        | 1      | 0       | 0      | 1     |
| 5     | Чехословакия | 1      | 0       | 0      | 1     |
| 8     | Япония       | 0      | 1       | 1      | 2     |

## Медалисты

### Мужчины
| Дисциплина                | Золото | Серебро | Бронза                                                                                    |
| Командное многоборье      | СССР · Александр Дитятин · Александр Ткачёв · Владимир Маркелов · Николай Андрианов · Богдан Макуц · Артур Акопян | Япония · Хироси Кадзияма · Сигэру Касамацу · Эйдзо Кэммоцу · Тосиоми Нисикии · Нобуюки Кадзитани · Кодзи Гусикэн | США · Курт Томас · Барт Коннер · Джим Хартунг · Ларри Джерард · Тим Лафлёр · Петер Видмар |
| Индивидуальное многоборье | Александр Дитятин СССР                                                                                            | Курт Томас США                                                                                                   | Александр Ткачёв СССР                                                                     |
| Вольные упражнения        | Курт Томас США Роланд Брюкнер ГДР                                                                                 | не присуждалась                                                                                                  | Александр Ткачёв СССР                                                                     |
| Конь                      | Золтан Мадьяр Венгрия                                                                                             | Курт Томас США                                                                                                   | Кодзи Гусикэн Япония                                                                      |
| Кольца                    | Александр Дитятин СССР                                                                                            | Дэнуц Греку Румыния                                                                                              | Александр Ткачёв СССР                                                                     |
| Опорный прыжок            | Александр Дитятин СССР                                                                                            | Николай Андрианов СССР                                                                                           | Ральф Бертель ГДР Барт Коннер США                                                         |
| Параллельные брусья       | Барт Коннер США                                                                                                   | Курт Томас США Александр Ткачёв СССР                                                                             | не присуждалась                                                                           |
| Перекладина               | Курт Томас США | Александр Ткачёв СССР                                                                                            | Александр Дитятин СССР                                                                    |

### Женщины
| Дисциплина                | Золото | Серебро | Бронза                                                                                                |
| Командное многоборье      | Румыния · Надя Команечи · Эмилия Эберле · Родика Дунка · Мелита Рюн · Думитрица Турнер · Марилена Влэдэрэу | СССР · Мария Филатова · Наталья Шапошникова · Елена Наймушина · Нелли Ким · Наталья Терещенко · Стелла Захарова | ГДР · Штефани Кракер · Макси Гнаук · Регина Граболле · Сильвия Хиндорфф · Катарина Ренш · Карола Зубе |
| Индивидуальное многоборье | Нелли Ким СССР                                                                                             | Макси Гнаук ГДР                                                                                                 | Мелита Рюн Румыния                                                                                    |
| Опорный прыжок            | Думитрица Турнер Румыния                                                                                   | Стелла Захарова СССР                                                                                            | Штефани Кракер ГДР Нелли Ким СССР                                                                     |
| Разновысокие брусья       | Ма Яньхун Китай Макси Гнаук ГДР                                                                            | не присуждалась                                                                                                 | Эмилия Эберле Румыния                                                                                 |
| Бревно                    | Вера Черна Чехословакия                                                                                    | Нелли Ким СССР                                                                                                  | Регина Граболле ГДР                                                                                   |
| Вольные упражнения        | Эмилия Эберле Румыния                                                                                      | Нелли Ким СССР                                                                                                  | Мелита Рюн Румыния                                                                                    |